# Pietro il Grande (miniserie televisiva)
Pietro il Grande (Peter the Great) è una miniserie televisiva in 4 puntate del 1986 diretta da Marvin J. Chomsky e Lawrence Schiller. La miniserie è tratta dal saggio storico Pietro il Grande, scritto nel 1980 da Robert K. Massie, e narra la storia dello zar Pietro I di Russia, interpretato da Maximilian Schell.

## Trama
La miniserie si apre con lo Zar nell'ultima parte della sua vita che ricorda le varie vicende storiche caratterizzanti il suo regno e la sua famiglia (saranno ricorrenti flashback di questa fase che scandiranno i vari episodi), partendo dall'anno 1682 per poi concludersi alla fine dell'ultimo episodio, con la figura dell'ultima consorte Caterina in vesti imperiali dopo la sua incoronazione.

### Parte I - La lotta per il potere
Nel 1682 gli strelizzi, aizzati dalla zarevna Sofjia, assaltano il Cremlino per uccidere il piccolo Pietro I e la madre Nataljia, seconda moglie del defunto zar Alessio. Grazie però al mozzo di stalla Aleksandr Menšikov, intrufolatosi a palazzo per depredare i cadaveri dei soldati uccisi, il tentativo di assassinare Pietro viene sventato e i rivoltosi riescono ad uccidere solo due congiunti della famiglia imperiale. Con il suo gesto il rozzo e scaltro stalliere si guadagna il ruolo di braccio destro e confidente di Pietro, e ne diviene un prezioso alleato. Dopo l'attentato, il Principe Romodanovski e Nataljia, appoggiati dal Patriarca, stabiliscono una doppia incoronazione (due zar), mai avvenuta fino ad allora in Russia, al fine di ovviare alle malferme condizioni di salute di Ivan V, fratellastro di Pietro, ma anche per impedire future congiure da parte di Sofjia, che viene nominata nuova reggente e ottiene il potere tanto ambito.
Nei primi dieci anni è proprio Sofjia a regnare da sovrana indiscussa ma, con la Russia sempre in preda delle scorrerie tartare, la zarevna decide di invalidare il trattato di pace stipulato con l'Impero ottomano, alleata dei Tartari, ed affida al principe Vasilj Golicyn, suo amante, il compito di conquistare la base turca di Azov. Nell'occasione Pietro annuncia il suo trasferimento dal Cremlino al palazzo di legno di Preobraženskoe, scatenando il disappunto dei boiari presenti: il trasferimento ha lo scopo preventivo di creare un proprio esercito personale grazie all'assistenza del mercenario inglese Patrick Gordon, conosciuto durante una disastrosa visita intrapresa da Pietro verso la vicina colonia di europei in Russia. Le sue azioni scatenano nuovamente il timore della sorellastra, e Sofjia incarica Padre Teodoso, collaboratore del Patriarca, di sorvegliare Pietro e di tenerla costantemente aggiornata sulle sue intenzioni e soprattutto sul suo rapporto con la colonia straniera di Gordon, i cui componenti venivano tradizionalmente visti con diffidenza ed ostilità dal popolo, dai boiari e dalla Chiesa. Al ritorno a Mosca, a Pietro viene presentata la futura moglie, Evdokija Lopuchina, scelta dalla madre Natalia per dare un erede alla Russia e garantire a Pietro la definitiva successione. Ma Evdokija si dimostra sin dall'inizio estremamente difficile da trattare: la stessa prima notte di nozze, i suoi scrupoli e la sua bigotteria esasperano Pietro fino a spingerlo a tornare precipitosamente alla colonia straniera per consolarsi tra le braccia della figlia dell'oste del villaggio, Anna Mons. Rientrato di soppiatto, allontana gli ospiti con uno stratagemma, facendo loro credere di avere regolarmente "consumato" il matrimonio, per poi prendere Evdokija con la forza, costringendola contro la sua volontà all'adempimento del "dovere" coniugale.

### Parte II - Il potere assoluto
Dopo l'addestramento del suo esercito personale nei pressi del palazzo di Preobraženskoe da parte del generale Gordon, il giovane Pietro conosce un altro prezioso alleato, il trafficante ebreo Dmytri Shafirov, che lo informa della disfatta subita dall'esercito russo di Golicyn, caduto in un agguato dei turchi causando la morte di 45.000 uomini. Inoltre Shafirov informa Pietro delle intenzioni della sorellastra Sofjia di far passare agli occhi dei boiari e della corte la sconfitta come una vittoria, così da mantenere il potere.
Grazie all'informazione, Pietro manda a monte il piano di Sofjia, interrompendo la cerimonia di premiazione del principe Golicyn e rivelando a tutti i presenti i particolari della clamorosa disfatta dell'esercito russo. Poco tempo dopo avviene l'evento tanto atteso: la nascita dell'erede alla corona, lo zarevic Alessio.
Nel frattempo il Principe Golicyn, umiliato dopo essere stato sbugiardato davanti a tutta la corte, riprende i contatti con gli strelizzi e progetta un nuovo colpo di Stato. Il nuovo attentato alla vita di Pietro fallisce miseramente: il tentativo di assassinio fallito, organizzato da Yakovitj, culmina nella morte del fratello minore di Menšikov, Michael, che recatosi presso Yakovitj con un dispaccio di Pietro viene catturato e ucciso. Aleksandr, furioso, si reca in segreto dal mandante dell'attentato durante la notte e lo uccide con un colpo di pistola in fronte. Ai funerali del fratello, Menšikov conferma tutta la sua lealtà a Pietro, nonostante la palesata ostilità verso lo zar del vecchio e reazionario padre Danilo, sostenitore di Sofjia ed acerrimo nemico di Pietro a causa di tutte le innovazioni e cambiamenti che vuole portare in Russia.
Sofjia, sempre più ansiosa di impedire a Pietro la piena ascesa al trono, progetta l'ultimo e definitivo colpo alle sue spalle con l'aiuto del principe Golicyn e dei pochi strelizzi rimasti: la rivolta viene sventata dal generale Neciayev, fedele allo zar. Ormai definitivamente sconfitta, la zarevna viene allontanata dal Cremlino e confinata nel monastero di Novodevicij, mentre il suo amante Golicyn privato del suo titolo e delle sue proprietà e condannato all'esilio nel villaggio di Ostrov, all'estremo nord dell'Impero. Poco dopo la madre di Pietro, la zarina Nataljia, gravemente ammalata, muore: durante i funerali, ai quali Pietro partecipa senza la moglie, da sempre avversa alla suocera, Pietro anticipa al Patriarca una svolta nei rapporti futuri tra la Chiesa e la Corona, e la sua intenzione di ridurre i privilegi finora detenuti dal Patriarcato. In una sortita dalle mura del Cremlino per far fronte ad una manifestazione di mugik guidata dal padre di Menšikov, Pietro promette al popolo duri sacrifici per far emergere la Russia tra le grandi potenze del mondo.
L'ennesimo saccheggio ed eccidio da parte dei Tartari in un villaggio convince Pietro ad intraprendere una nuova campagna contro i Turchi, questa volta via mare. Pur essendo la Russia priva di vere tradizioni marinare, lo zar arma una flotta di chiatte con cui martella la città-fortezza di Azov fino alla sua conquista, uccidendo barbaramente i colpevoli delle torture inflitte al popolo russo per farne un esempio. Durante le manovre di guerra, Pietro non si separa mai dallo zarevic Alessio, coinvolgendolo anche nei momenti più crudi e drammatici della campagna con la convinzione di temprarne il carattere. Durante le celebrazioni della vittoria, a Pietro viene comunicata la morte del cagionevole fratellastro Ivan: adesso è l'unico sovrano di tutte le Russie. Durante i festeggiamenti, Pietro conosce Caterina Skevronskaya, una lavandaia della Livonia vedova di un militare svedese. Inizialmente corteggiata da Menšikov, Caterina diviene la nuova amante di Pietro.
Se da una parte la vittoria di Azov appiana momentaneamente le ostilità fomentate dai boiari guidati dal principe Sukhorukov e spinge Pietro a decidere di costituire una vera flotta per fronteggiare i rivali svedesi nel commercio marittimo, dall'altra i rapporti tra Pietro e la moglie arrivano ad un punto di rottura: saputo della tresca con Caterina, Evdokija ritorna al Cremlino con lo zarevic Alessio, in modo da rendere palese la situazione coniugale anche fuori dalla corte, e si incontra in gran segreto con il Patriarca e i boiari ostili per sabotare la nuova politica di Pietro, progettando di chiedere l'intervento di Sofjia. Anche il rapporto con il figlio diviene difficile: l'ambizione di Pietro a fare di Alessio un provetto marinaio, animato dai suoi stessi grandi sogni di espansione, fallisce miseramente, allontanandoli ancora di più e fomentando la loro ostilità.

### Parte III - La grande ambasceria
Sono passati alcuni anni. Pietro è sempre più deciso a tassare la Chiesa. Per cercare di fargli cambiare idea, il principe Romodanovskij e il principe Sukhorukov gli mostrano il tesoro dello zar Michele chiedendogli di usare quello piuttosto che imporre nuove tasse alla Chiesa. Pietro comunica loro che userà il tesoro, ma che tasserà ugualmente la Chiesa.
Recatosi da Shafirov, Pietro scopre che egli è follemente innamorato della figlia di Sukhorukov e poi lo informa del suo piano di costruire una flotta di navi.

## Produzione
La miniserie è stata prodotta da NBC ed è costata oltre 50 milioni di dollar. La miniserie è stata interamente girata in Russia, tra Mosca e San Pietroburgo.

## Distribuzione
Trasmessa negli Stati Uniti il 2, 3, 4 e 5 febbraio 1986 sulla rete NBC con grande successo. In Italia la miniserie è andata in onda il 9, 16, 23 e 30 ottobre dello stesso anno in prima visione su Rai 2. Replicata l'1, 2, 8 e 9 agosto 1990 sempre in prima serata su Rai 2, non è più stata trasmessa dalla televisione italiana.
Dopo la trasmissione televisiva, la miniserie integrale è stata pubblicata in Italia in cofanetto con due videocassette in formato VHS dalla casa di distribuzione Ricordi Video.

## Riconoscimenti
| Anno | Premio                         | Categoria                                                                  | Ricevente | Risultato       |
| ---- | ------------------------------ | -------------------------------------------------------------------------- | --- | --------------- |
| 1986 | Golden Reel Award              | Miniserie televisive: Miglior montaggio sonoro                             | Greg Stacy e Sync-Pop | Candidato/a     |
| 1986 | Premio Emmy                    | Migliore miniserie televisiva                                              | Lawrence Schiller, Marvin J. Chomsky e Konstantin Thoeren | Vincitore/trice |
| 1986 | Premio Emmy                    | Outstanding Achievement in Music Composition for a Miniseries or a Special | Laurence Rosenthal | Vincitore/trice |
| 1986 | Premio Emmy                    | Outstanding Costume Design for a Miniseries or a Special                   | Ella Maklakova e Sibylle Ulsamer | Vincitore/trice |
| 1986 | Premio Emmy                    | Miglior attrice non protagonista in una miniserie o film                   | Vanessa Redgrave | Candidato/a     |
| 1986 | Premio Emmy                    | Outstanding Sound Editing for a Miniseries or a Special                    | James Troutman, David D. Caldwell, Terry Chambers, Brian Courcier, Dan Finnerty, James Koford, Linda Moss, Richard Raderman, Greg Stacy, Marty Stein, Mike Virnig, Paul B. Clay e Dan Carlin Sr. | Candidato/a     |
| 1986 | Premio Emmy                    | Outstanding Cinematography for a Miniseries or a Special                   | Vittorio Storaro | Candidato/a     |
| 1986 | Premio Emmy                    | Outstanding Art Direction for a Miniseries or a Special                    | Aleksandr Popov, John Blezard e Freddi Dobsak | Candidato/a     |
| 1987 | Writers Guild of America Award | Adapted Long Form                                                          | Edward Anhalt | Vincitore/trice |
| 1987 | Golden Camera                  | Miglior attrice tedesca                                                    | Hanna Schygulla | Vincitore/trice |
| 1987 | Golden Globe                   | Miglior mini-serie o film per la televisione                               | N.D. | Candidato/a     |
| 1987 | Golden Globe                   | Miglior attore in una mini-serie o film per la televisione                 | Jan Niklas | Candidato/a     |
| 1987 | Golden Globe                   | Miglior attrice in una mini-serie o film per la televisione                | Lilli Palmer | Candidato/a     |